# Oskar-Helene-Heim
Oskar-Helene-Heim är en tunnelbanestation på Berlins tunnelbanas U3 som öppnades 22 december 1929. Den ligger på Clayallee i närheten av korsningen med Argentinische Allee. 
Stationen har fått sitt namn efter sjukhemmet i närheten som i sin tur fick sitt namn från Oskar und Helene Pintsch. Stationen är en del av förlängningen från Thielplatz ut till Krumme Lanke som öppnades för trafik 1929. Förlängningen finansierades av Sommerfeld-koncernen. Stationen formgavs av Friedrich Hennings.

## Galleri

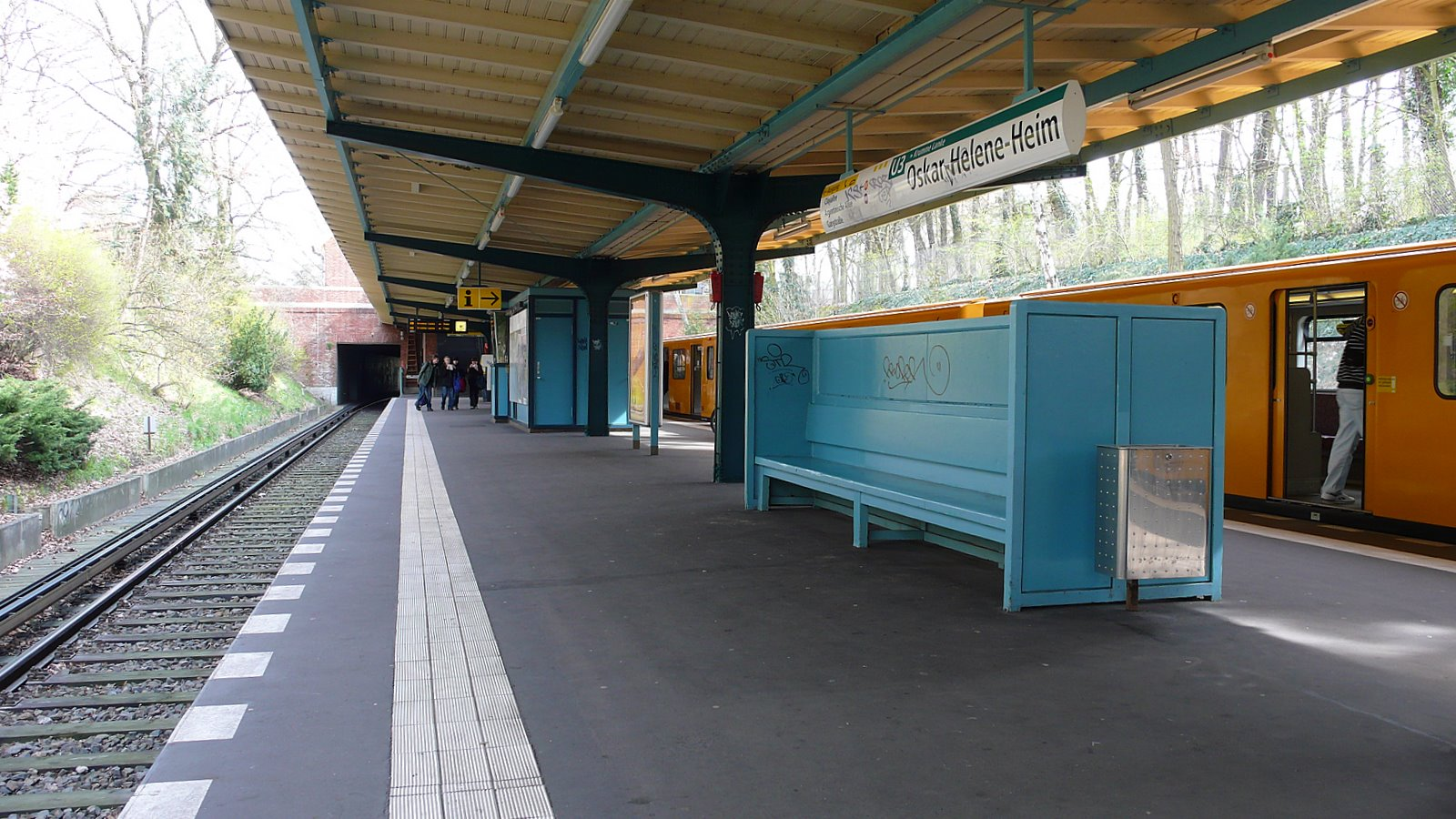
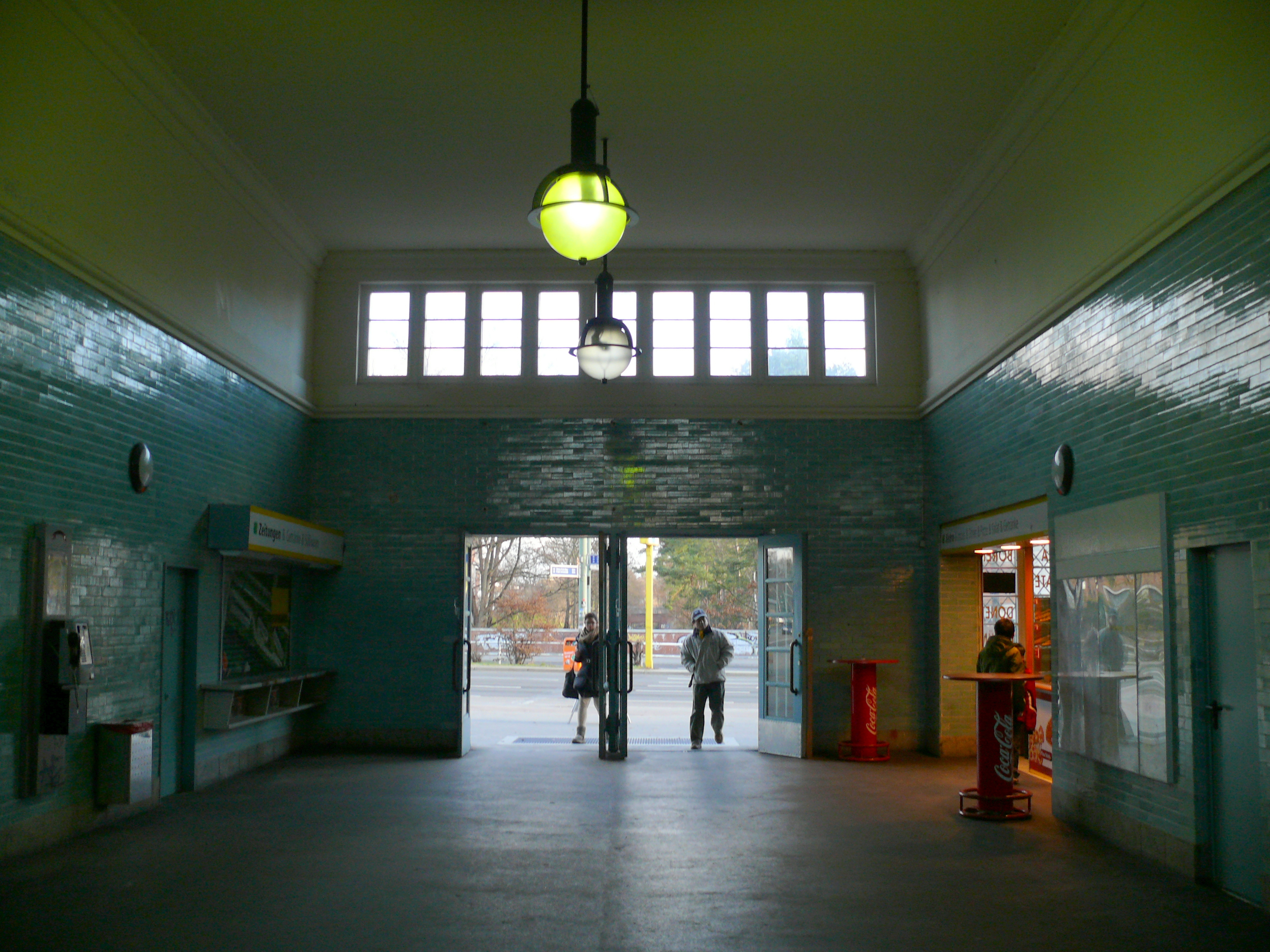